# Khaled al-Khamissi

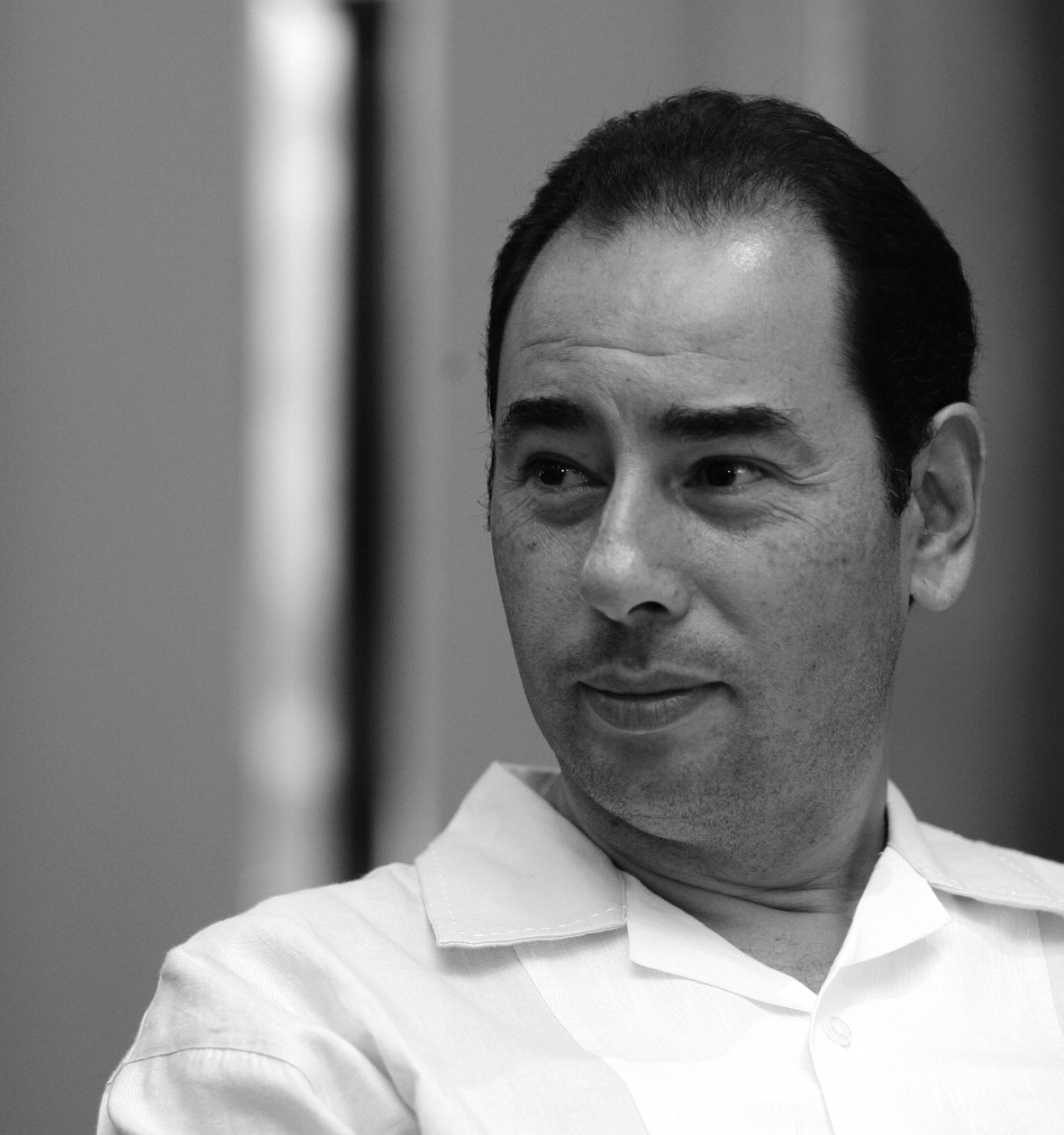
Khaled al-Khamissi

Khaled al-Khamisi (ar.: خالد الخميسي născut pe 27 septembrie 1962, la Cairo) este un scriitor egiptean, reprezentând, alături de Alā’ al-Aswānī, Bahā’ Tāher sau Gamāl al-Ghitānī, o nouă și prolifică generație de romancieri egipteni. Khaled al-Khamisi este, de asemenea, un cunoscut jurnalist, publicând editoriale pe teme de actualitate socială, politică și culturală pentru ziarul cairot Ash-Shurūq.

## Informații biografice
Fiu al unui scriitor egiptean, Khaled al-Khamisi a beneficiat de o educație bilingvă, în arabă și franceză, fiind absolvent al Facultății de Științe Politice din Cairo (în 1984) și urmând ulterior studii aprofundate de relații internaționale la Sorbonne (1987). Întors la Cairo, a înființat o casă de producție cinematografică, Nile Company Production, pentru care a scris numeroase scenarii. A condus pentru o perioadă de timp editura Nusūs (Texte), unde a publicat nume importante ale culturii egiptene, precum Lewis Awād și Nāsir Hamīd Abū Zayd. Între 1986-1990, a lucrat pentru celebrul cotidian egiptean, Al-Ahram.

## Publicații
În 2007, îi apare primul roman Tāksī. Hawādīt el-mashāwīr (Taxi. Povestiri din trafic) care devine în anul publicării cel mai bine vândut roman în Egipt. Este tradus aproape imediat în principalele limbi de circulație internațională. Romanul este o frescă a societății egiptene în era Mubārak, fiind conceput sub forma unei serii de 58 de povestiri, fiecare aducând în atenția cititorului personaje și ipostaze narative specifice vieții cotidiene cairote. 
În 2009, apare al doilea roman al autorului, Safīnat Nūh (Arca lui Noe), care abordează spinoasa temă a imigrației cetățenilor egipteni și problemele pe care aceștia le întâmpină în străinătate.

## Traduceri în limba română
Khaled al-Khamissi. 2012. Taxi. Povestiri din trafic. Traducere din limba arabă, note și prefață: Laura Sitaru. Coperta: Gabriel Bițună. Iași: Editura Ars Longa, Colecția Alif (coord. George Grigore)